# Lifosa

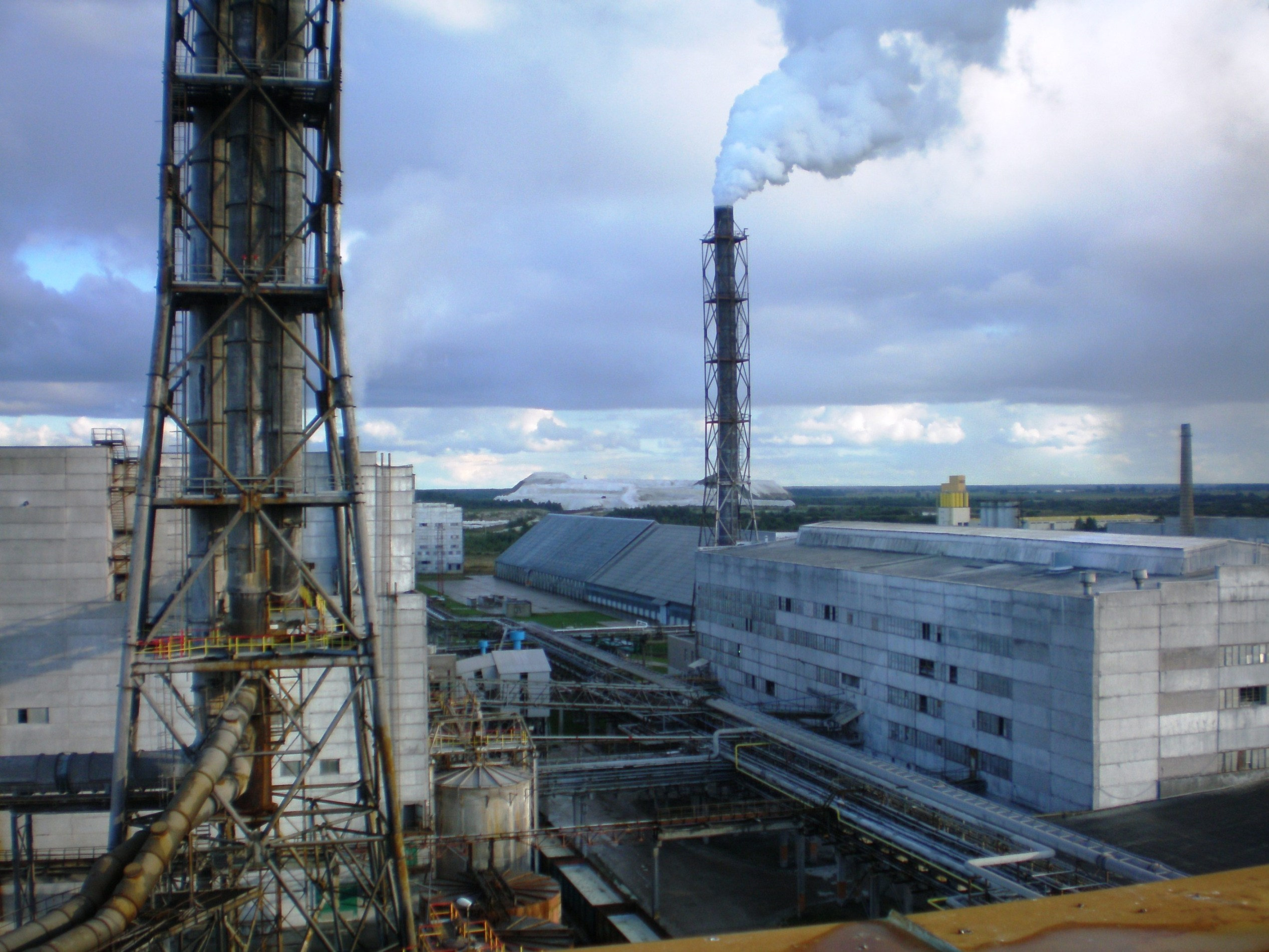
Planta de l'empresa Lifosa a Kedainiai

Lifosa és una companyia de la basada a la indústria de fosfat a Kedainiai, Lituània. A partir de 1952 va ser una empresa de propietat estatal de l'antiga RSS de Lituània, que va ser privatitzada el 1996 i ara es cotitza a la borsa de valors NASDAQ OMX Vilnius.
Des de 2002, la participació de control a Lifosa és propietat de l'empresa russa Eurochem, que és també la principal proveïdora de matèries primeres a Lifosa. L'any 2006, va obtenir 37.220.000 litas de benefici net.

## Productes
- Fosfat diamònic
- Fluorur d'alumini
- Procés d'àcid fosfòric
- Grau tècnic d'àcid sulfúric
- Fosfat monocàlcic